# Oil Pollution Act van 1990
De Oil Pollution Act van 1990 (OPA) is een Amerikaanse wet die werd aangenomen door het Congres en ondertekend door president George H. W. Bush. OPA trad in voege op 18 augustus 1990. Het doel was om olieverontreiniging door schepen en havenfaciliteiten te minimaliseren door constructievoorwaarden en procedures op te leggen. De grootste verandering was echter dat de beperkte financiële verantwoordelijkheid werd opgeheven. Dit leidde tot fundamentele veranderingen in de olie-industrie.

## Achtergrond en geschiedenis

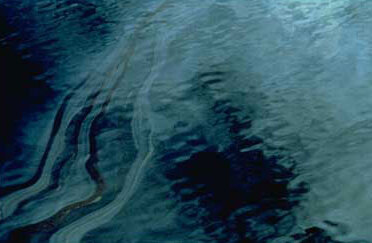
Grote olievlekken zichtbaar op het wateroppervlak in de Prince William Sound na de Exxon Valdez-milieuramp

Wetten betreffende olievervuiling in de Verenigde Staten begonnen vorm te krijgen in 1851 met de Limitation of Liability Act. Om het mariene milieu te beschermen, werden reders aansprakelijk gesteld voor de kosten door het incident, tot aan de waarde van het vaartuig na het incident. 
De tekortkoming van die wet werd duidelijk in 1967 na het incident met de olietanker Torrey Canyon. De scheepseigenaars waren van de in het totaal 8 miljoen dollar opruimingskosten slechts aansprakelijk voor 50 dollar van de enige resterende Torrey Canyon-reddingsboot. In de tussentijd was de Oil Pollution Act van 1924 gepasseerd, maar deze stelde reders enkel aansprakelijkheid voor opzettelijke lozing in zee.
Twee jaar na de Torrey Canyon-ramp haalde de olievervuiling door een olieplatform de nationale krantenkoppen. Als resultaat plaatste het Congres in 1970 verontreiniging door olie onder de bevoegdheid van de Federal Water Pollution Act (FWPA) van 1965, dewelke later de Clean Water Act van 1972 werd en daarvoor enkel afvalwater en industrieel afval behandelde. De FWPA stelt specifieke beperkingen van aansprakelijkheid. Bijvoorbeeld, vaartuigen die olie transporteren waren aansprakelijk tot 250.000 dollar of 150 per bruto ton. Deze beperkingen dekten zelden de totale kosten voor het verwijderen en opruimen van de olie, laat staan van alle aangerichte schade.
In de decennia die volgden werden verschillende andere wetten betreffende aansprakelijkheid en schadevergoedingen na oliepollutie behandeld. Onder andere the Ports and Waterways Safety Act of 1972, the Trans-Alaska Pipeline Authorization Act of 1973, the Deep Water Port Act of 1974, the Outer Continental Shelf Lands Act of 1978 en de Alaska Oil Spill Commission of 1990. Deze wetten resulteren echter enkel in een beperkte bescherming van het mariene milieu. In 1976 werd een nieuw wetsvoorstel ingediend, maar noch het Huis van Afgevaardigden noch de Senaat konden het eens worden en het wetsvoorstel werd naar de prullenmand verwezen.
Op 24 maart 1989 liep de Exxon Valdez aan de grond in Prince William Sound. Er kwam tussen de 41 en 132 miljoen liter ruwe olie in zee, de grootste olieramp ooit tot op dat moment. Kort daarna gebeurden er drie kleinere vervuilingen binnen de kustwateren van de Verenigde Staten. Deze gebeurtenissen waren de uiteindelijke drijfveer om in actie te schieten.
Gouverneur van Alaska Jay Hammond bevoegde de oprichting van de Alaska Oil Spill Commission in 1989 om de oorzaken van de Exxon Valdez-ramp te onderzoeken en aanbevelingen te doen over mogelijke veranderingen in het beleid. Hammond benoemde Walter B. Parker, een gerespecteerde transportconsultant, tot voorzitter van de commissie. Onder Parker bracht de commissie 52 aanbevelingen uit voor verbeteringen van de industrie, de staat en de federale regelgeving. 50 van deze aanbevelingen werden verwerkt in de Oil Pollution Act die werd geïntroduceerd in de wetgeving op 16 maart 1989 door Walter B. Jones sr., een Democraat in het Congres.

## Gevolgen
OPA geldt als de belangrijkste binnenlandse tankerwetgeving ooit afgekondigd. Zo verplicht het bijvoorbeeld een dubbele romp, waar MARPOL ruimte laat voor minstens evenwaardige alternatieven. Ook maakt OPA komaf met de beperkte financiële verantwoordelijkheid die vooraf gold. Dit had vooral gevolgen op de verzekeringsmarkt die niet happig was om verzekeringen af te sluiten.
Door het onvermogen om eventuele financiële aansprakelijkheid te vergoeden, konden schepen niet navigeren binnen de territoriale wateren van de Verenigde Staten. OPA had ook directe invloed op de binnenlandse olie-industrie.